# Leonhard Beck
Pour les articles homonymes, voir Beck.
 (juin 2025).
Leonhard Beck (c. 1480 Augsbourg – 1542 Augsbourg) est un peintre, dessinateur et graveur allemand.

## Biographie
Fils de Georg Beck, il travailla avec son père sur deux psautiers destinés au monastère d'Augsbourg en 1495. En 1503, il est diplômé en droit à Augsbourg. 
Élève de Hans Holbein l'Ancien, il travailla avec celui-ci sur le retable dominicain de Francfort. 
Leonhard Beck réalisa plus de 300 dessins pour des sculptures sur bois, comme ceux pour l'empereur Maximilien Ier de 1512 à 1518.
Son œuvre la plus célèbre est l'illustration de la légende de Saint Georges terrassant le dragon qui est traitée avec le même esprit chevaleresque tardif que pour les œuvres destinées à Maximilien Ier. Le combat avec le dragon est accompagné de scènes secondaires inspirées d'Albrecht Dürer.